# Polytrias
Polytrias es un género de plantas herbáceas de la familia de las poáceas. Es originario de Java.

## Etimología
El nombre del género deriva de las palabras griegas polis (muchos) y trias (grupo de tres), aludiendo a un triplete de espiguillas.

## Especies
- Polytrias amaura Kuntze
- Polytrias diversiflora Baill.
- Polytrias indica (Houtt.) Veldkamp
- Polytrias praemorsa Hack.